# Dauntless (videohra)
Dauntless je kooperativní akční RPG hra vyvinutá společností Phoenix Labs. Hra byla původně spuštěna ve beta verzi v květnu 2018 pro Microsoft Windows. Hra byla spuštěna 21. května 2019 pro PlayStation 4 a Xbox One, včetně plné podpory cross-playe. Verze pro Nintendo Switch byla vydána 10. prosince 2019.

## Děj
Po kataklyzmatické události přežívá lidstvo v drsném, ale majestátním světě plovoucích ostrovů. Divoká zvířata známá jako Behemoths pronásledují Zemi. Jste hrdina, který riskuje život, lovící hrozbu Behemoth. Na své cestě vytvoříte mimořádný arzenál zbraní a vybavení, abyste překonali obrovské výzvy ohrožující Zemi.

## Vývoj
Od svého oznámení si tato hra získala velký zájem hráčů a vybízí Phoenix Labs, aby byly transparentnější ohledně plánů rozvoje hry a komunikovaly se svými fanoušky, aby napomohly rozvoji hry. Také naplánovali přesunutí closed alfa o několik měsíců později, aby získali větší zpětnou vazbu od hráčů. V dubnu 2017 zahájili testování alfa.
Phoenix Labs byl tvořen bývalými vývojáři Riot Games Jesse Houston, Sean Bender a Robin Mayne a od ledna 2017 zahrnuje 40 vývojářů dříve z BioWare, Blizzard Entertainment a Capcom. Zatímco malé studio ve srovnání s ateliéry AAA, Houston řekl, že byly umístěny tak, aby nabízely „nový jedinečný přístup k tvorbě zážitků AAA“.
Dauntless je první verze studia. Bylo inspirované Capcom sérií Monster Hunter, která je u hráčů velmi populární. Vývojáři sami mají přes 6000 hodin v různých titulech Monster Hunter. Dauntless byl také ovlivněn Dark Souls a World of Warcraft. Hra je určena k hraní ve co-op, protože ji vidí jako společenskou zkušenost, a mají v úmyslu přidat sociální / multiplayerové interakce, které přetrvávají ve hrách jako World of Warcraft a Destiny, aby se odlišil Dauntless od hry Monster Hunter. Houston uvedl, že plánuje ve hře extrémně obtížné úkoly, takže zatímco většina hráčů bude schopna dosáhnout principu endgame state, jen málo z nich bude dostatečně kvalifikovaných, aby tyto úkoly převzali, podobně jako u některých úkolů ve World of Warcraft. Vzhled a pocit hry byl inspirován animovaným filmem Na vlásku a jinými filmy Disney, vyhýbáním se hyperrealismu tak, aby grafika hry stárla dobře.

## Zbraně
Ve světě Dauntless je k dispozici celá řada zbraní.
Každý typ zbraně je schopen způsobovat Behemothům a jejich částem těla různé typy poškození. Musíte zajistit, aby vaše lovecká skupina měla rovnováhu každého typu poškození.
Každá zbraň patří k jednomu ze tří typů zbraní, z nichž každý se může pochlubit klady a zápory svých schopností v bitvě.
| Aether Strikers: | Poskytuje velké poškození s využitím různých technik, které zabírají mantry. Útočné pěsti, které udělují velké poškození za krátký časový úsek. |
| Axe              | Těžká zbraň pro taktického vraha. Nasměrujte své zásahy a nabijte si měřič, poté jej uvolněte a spusťte speciální útokový. Axe má 2 typy unikátní mechaniky: „Resolve“ a „Determination“.                                                                                                 |
| Chain blades     | Rychle zasahuje dvojité nože s nejvyšší mobilitou ve hře. Roztočte čepele z jejich řetězu, abyste mohli Behemothy rozbít z dálky, nebo se zatáhněte za útok zblízka |
| Hammer           | Poskytuje velmi vysoké poškození a může rozbít části těla Behemoth. Smrtelné spojení kyje a děla. |
| Ostian Repeaters | Uděluje bonusové škody zraněným částem těla Behemoth. Střelná zbraň, která vám umožňuje vysokou mobilitu. Tato zbraň bude odemčena, jakmile dokončíte úkol Ironclad Admiral. Když se vzdálíte od Behemothů, dojde k velké ztrátě poškození. Čím blíž jste, tím větší poškození způsobíte. |
| Sword            | Klasická zbraň, která září v blízkém okolí. Vynikající volba pro dělení dílů. Uděluje bonusové škody zraněným částem. |
| War Pike         | Postupné budování se silnou návratností. Způsobte taktické rány, abyste si vybudovali měřič, a pak tuto energii zabalte do ničivých minometných ran. Čím více skladujete, tím více bolí.                                                                                                  |